# Zuidelijke kielnagelgalago
De zuidelijke kielnagelgalago (Euoticus elegantulus)  is een zoogdier uit de familie van de galago's (Galagidae). De wetenschappelijke naam van de soort werd voor het eerst geldig gepubliceerd door John Eatton Le Conte in 1857.

## Kenmerken
De bovenkant van dit dier is oranje, de onderkant grijs. De handen en voeten hebben een roze kleur en het heeft een lange, witgepunte grijze staart. De ovale ogen zijn omlijst door lichte haren. Met de dunne, scherpe klauwen kunnen ze goed klimmen. De tweede achterteen bevat een opgerichte klauw, die dient om ermee in de vacht te krabben en te kammen. De lichaamslengte bedraagt 10,5 tot 27 cm, de staartlengte 19,5 tot 34 cm en het gewicht 275 tot 350 gram.

## Leefwijze
Dit dier heeft vergrote voortanden, waarmee hout en bast van de bomen wordt geschrapt (zo’n 1000 maal per nacht) om bij de gom of het sap te komen, dat driekwart van hun dieet uitmaakt. Daarnaast worden ook nog vruchten en insecten gegeten.

## Verspreiding
Deze solitaire of in paren levende soort komt voor in de tropische bossen van West-Afrika, met name in Gabon, Congo, Rio Muni en Kameroen (zuidelijk van de Sanaga-rivier).